# Xurxo Borrazás
Xurxo Borrazás Fariña (Carballo, 1963) é um escritor e tradutor galego.
Ele se formou em filologia inglesa pela Universidade de Santiago de Compostela. Nesse momento, ele começou a escrever poesia e depois continuou a escrever ficção narrativa. Ele traduziu Tropic of Cancer de Henry Miller (para Galaxia) e The Sound and the Fury de William Faulker para galego. Sua ficção foi definida como experimental e transgressora. Alguns de seus romances foram traduzidos para espanhol, inglês, russo e português. Várias histórias foram publicadas em inglês na antologia From the Beginning of the Sea, publicada em Oxford pela Foreign Demand. Ele lecionou em universidades espanholas e britânicas e escreve artigos sobre os campos da cultura e da política para a imprensa galega.

## Obras
- Cabeza de chorlito, 1991 (romance)
- Criminal, 1994 (romance, tradução para o inglês: Vicious 2015)
- Eu é, 1996 (novel)
- Contos malvados, 1998 (estórias)
- O desintegrista, 1999 (miscelânea)
- Na maleta, 2000 (novel)
- Pensamentos Impuros, 2002 (miscelânea)
- Ser ou non, 2004 (romance)
- Arte e parte, 2007 (ensaios)
- Costa norte/ZFK, 2008 (romance)
- Covalladas, 2010 (prosa vertical)

## Prêmios
- Prêmio da Crítica Espanhola
- Prédio San Clemente de lectores
- Premio Antón Losada Diéguez
- Prémio da Crítica Galega